# Aelita (film, 1980)
Az Aelita magyar fantasztikus film, a Magyar Televízió Alekszej Tolsztoj ős sci-fijét a Televíziós mesék felnőtteknek sorozatban dolgozta fel 1980-ban. Rajnai András rendezte, a forgatókönyvet Altonai L. Lajos írta.
Érdekesség, hogy ezt a filmet szakították meg Farkas Bertalan, az első magyar űrhajós fellövésekor.

## Történet
Losz mérnök 1922-ben útitársat keresett a Marsra, mert korábban rádiójeleket fogott a vörös bolygóról. Ez szerinte fejlett civilizációra utal, az ott élő emberek segítséget várnak bárkitől, aki becsületes szándékkal érkezik hozzájuk. Guszev, a kiszolgált vöröskatona jelentkezett a várhatóan veszélyekkel teli útra.
Az idegen bolygón hatalmas pókok támadtak a földiekre, majd egy furcsa repülőszerkezeten a helyi emberalakú lények is megérkeztek. Guszev fegyverrel akart rájuk támadni, de Losz nem tartotta célravezetőnek a harcot, megakadályozta az összetűzést. Az aranyarcú Aelita kedvesen fogadta az „Ég Fiait”, és biztosította őket jó szándékáról. Egy apró fordítógépet is adott a földieknek, hogy zavartalanul tárgyalhassanak. Egy felbukkanó fegyveres a kupola tetejéről azonban rájuk lőtt, Aelita testőrei rövid összecsapás után harcképtelenné tették a merénylőt. Tuszkub, Aelita apja akarta megöletni a földieket.
Aelita és Losz, Guszev és Iha kapcsolata a barátságnál is több lett. Guszev megismerte a távolbalátó szemet és a „Kellemes közérzet” papnőit. A Marson a nagytestű pókokkal ádáz harcot vívtak az aranytestűek, egyre inkább vesztésre álltak, egy haldokló világ haldokló lényei voltak.
Iha távolbalátó szemmel megmutatta a Legfelső Tanács termét, ahol a földiek sorsáról beszélgetett Tuszkub és Gor. Aelita apja továbbra is Losz és Guszev megsemmisítését követelte, mert a földiek inváziójától tartott. Iha elmesélte, hogy a marsiak többsége a mélyben él, bányákban és tápszerüzemekben dolgoznak. Guszev találkozni akart a munkásokkal. Odalent nem akartak szóba állni a földi emberrel, ekkor egy óriáspók megtámadta őket, Guszev egy kézigránáttal elpusztította a szörnyet.
A vöröskatona tájékoztatta a vele történt eseményekről Loszt, hamarosan Tuszkubbal és Aelitával is találkoztak. A mérnöki tanács elnöke feltárta a földiek előtt a Mars, a pusztuló üvegvárosok történetét. Egy szörnyű atomháborúról is beszélt, ami szinte lakhatatlanná tette a bolygót. Náluk nincsenek ehető állatok, nincsenek növények. Az ő sorsuk az értelmes lények tragédiája és szégyene. 20 000 év után (szerinte) joguk van a méltó halálra.
A munkások fellázadtak Gor mérnök vezetésével, a földiek is az elégedetlenek oldalára álltak. Tuszkub leromboltatta az átjárókat és elfogatta a munkások követeit. A Tanács az elnök leváltása mellett döntött, ám ő ezt nem fogadta el, a véres összecsapás elkerülhetetlenné vált.

## Szereplők
- Aelita – Moór Marianna
- Losz mérnök – Szokolay Ottó
- Guszev vöröskatona – Bencze Ferenc
- Tuszkub, a Mérnöki Tanács elnöke, Aelita apja – Bozóky István
- Gor mérnök – Némethy Ferenc
- Iha, az ellenőrzés vezetője – Ladik Katalin
- Elnöki titkár – Sárosi Gábor
- Munkás – Sugár István
- Közreműködött: Köllő Miklós és a Dominó együttes

## Irodalmi alapanyag magyarul
- Alexej M. Tolstoj: Aëlita. Regény a Marsról; Légrády, Budapest, 1926
- Aelita. Regény; ford. Gács András; Új Magyar Kiadó, Budapest, 1954 (Olcsó könyvtár)